# Форт-Пірс-Норт (Флорида)
Форт-Пірс-Норт (англ. Fort Pierce North) — переписна місцевість (CDP) в США, в окрузі Сент-Люсі штату Флорида. Населення — 6904 особи (2020).

## Географія
Форт-Пірс-Норт розташований за координатами 27°28′30″ пн. ш. 80°21′32″ зх. д. / 27.47500° пн. ш. 80.35889° зх. д. (27.474905, -80.358784).  За даними Бюро перепису населення США в 2010 році переписна місцевість мала площу 11,20 км², з яких 11,01 км² — суходіл та 0,19 км² — водойми.

## Демографія
Згідно з переписом 2010 року, у переписній місцевості мешкали 6474 особи в 2273 домогосподарствах у складі 1600 родин. Густота населення становила 578 осіб/км².  Було 2881 помешкання (257/км²).
Расовий склад населення:
| - 70,6 % — чорних або афроамериканців - 21,6 % — білих - 0,3 % — корінних американців - 0,1 % — вихідців з тихоокеанських островів - 0,1 % — азіатів - 5,2 % — осіб інших рас |

До двох чи більше рас належало 2,2 %. Частка іспаномовних становила 11,1 % від усіх жителів.
За віковим діапазоном населення розподілялося таким чином: 25,9 % — особи молодші 18 років, 58,3 % — особи у віці 18—64 років, 15,8 % — особи у віці 65 років та старші. Медіана віку мешканця становила 38,0 року. На 100 осіб жіночої статі у переписній місцевості припадало 93,7 чоловіків;  на 100 жінок у віці від 18 років та старших — 91,3 чоловіків також старших 18 років.
Середній дохід на одне домашнє господарство  становив 34 400 доларів США (медіана — 23 966), а середній дохід на одну сім'ю — 42 837 доларів (медіана — 34 671). Медіана доходів становила 31 104 долари для чоловіків та 25 431 долар для жінок. За межею бідності перебувало 37,2 % осіб, у тому числі 53,7 % дітей у віці до 18 років та 26,7 % осіб у віці 65 років та старших.
Цивільне працевлаштоване населення становило 2243 особи. Основні галузі зайнятості: освіта, охорона здоров'я та соціальна допомога — 41,5 %, роздрібна торгівля — 15,0 %, науковці, спеціалісти, менеджери — 12,1 %.